# Hackmania prominula
Espèce
Synonymes
- Argenna prominula Tullgren, 1948
- Argenna lorna Chamberlin & Gertsch, 1958

Hackmania prominula est une espèce d'araignées aranéomorphes de la famille des Argyronetidae.

## Distribution
Cette espèce se rencontre en écozone holarctique.

## Description

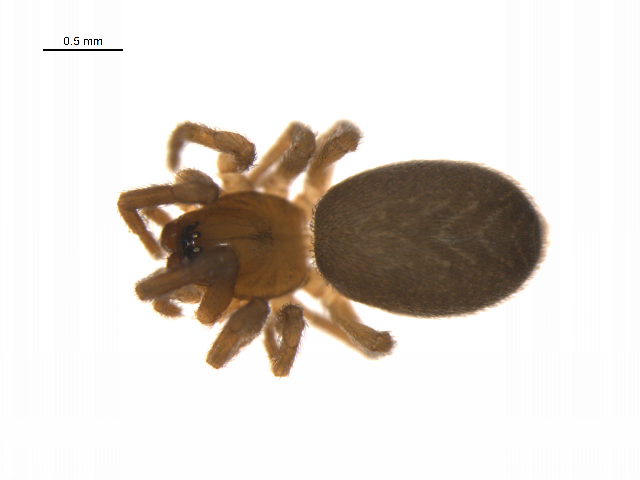
Hackmania prominula

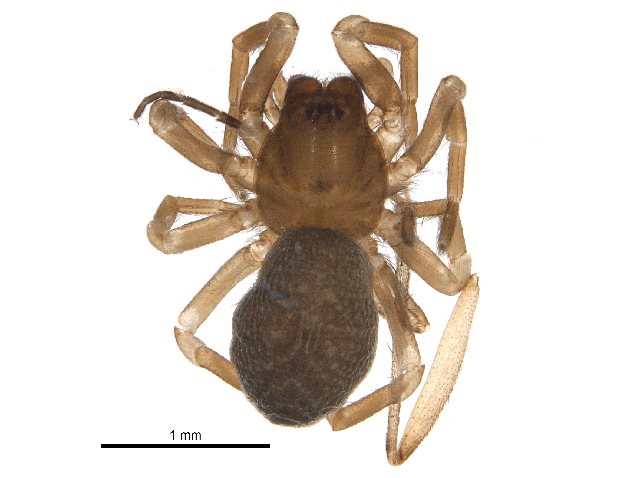
Hackmania prominula

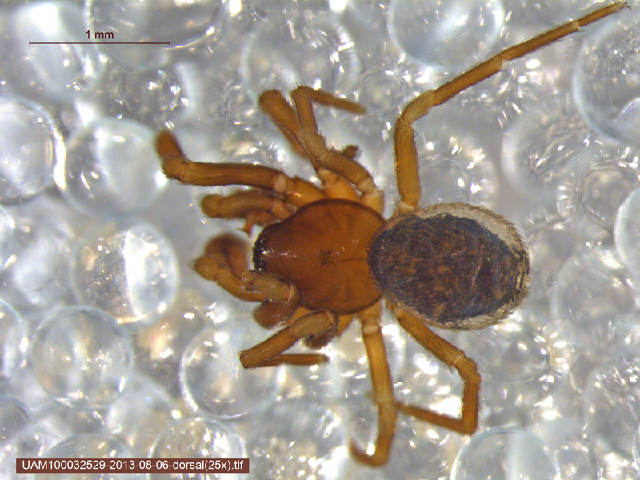
Hackmania prominula

La femelle holotype mesure 1,85 mm
Le mâle mesure 2,1 mm et la femelle 1,85 mm.

## Systématique et taxinomie
Cette espèce a été décrite sous le protonyme Argenna prominula par Tullgren en 1948. Elle est placée dans le genre Hackmania par Lehtinen en 1967.
Argenna lorna a été placée en synonymie par Aitchison-Benell et Dondale en 1990.

## Publication originale
- Tullgren, 1948 : « Zwei bemerkenswerte Vertreter der Familie Dictynidae (Araneae). »  Entomologisk Tidskrift, vol. 69, p. 155-1608.